# Erika Lenz
Erika Lenz (geboren am 22. Mai 1942 in Wallensen) ist eine deutsche Landfrau, die von 1999 bis 2007 Präsidentin des Deutschen Landfrauenverbandes war und somit dem größten Verband für die Interessen von Frauen in ländlichen Räumen vorstand.

## Leben
Erika Lenz absolvierte in der Höheren Landfrauenschule Trillke-Gut Hildesheim eine Ausbildung zur staatlich geprüften Hauswirtschaftsleiterin. Später führte sie gemeinsam mit ihrem Mann den landwirtschaftlichen Betrieb Hof Neversfelde in Bad Malente. Ab 1966 baute sie mit dem Angebot Urlaub auf dem Bauernhof einen eigenen Betriebszweig auf dem Hof auf und gilt in Schleswig-Holstein als Wegbereiterin für dieses Angebot.
Erika Lenz ist Mutter von drei Töchtern.

## Ehrenamt
Seit 1978 engagiert sich Erika Lenz als Landfrau. Begonnen hat sie als Beisitzerin des Landfrauenvereins Eutin. Von 1979 bis 1995 war sie dessen Vorsitzende. 1983 wurde sie zur stellvertretenden Vorsitzenden des Landfrauenverbandes Schleswig-Holstein gewählt, von 1989 bis 2005 zur Vorsitzenden. In dieser Funktion war sie ab 1991 Mitglied im Präsidium des Deutschen Landfrauenverbandes und ab 1996 erste Stellvertreterin, ehe sie im Februar 1999 zu dessen Präsidentin gewählt wurde. Diese Funktion übergab sie im Juli 2007 an ihre gewählte Nachfolgerin Brigitte Scherb.
Daneben war Erika Lenz Mitglied der Landwirtschaftskammer Schleswig-Holstein.
Zudem wurde sie in den Aufsichtsrat der CMA und in den Verwaltungsrat der Landwirtschaftlichen Rentenbank gewählt.

## Auszeichnungen
- 2007: Ernennung zur Ehrenpräsidentin des Deutschen Landfrauenverbandes[4]
- 2007: Andreas-Hermes-Medaille des Deutschen Bauernverbandes[4]